# Рахкова Гора
Рахкова Гора — деревня в Вытегорском районе Вологодской области.
Входит в состав Анхимовского сельского поселения, с точки зрения административно-территориального деления — в Анхимовский сельсовет.
Расположена на правом берегу реки Кудома. Расстояние по автодороге до районного центра Вытегры — 19 км, до центра муниципального образования посёлка Белоусово — 9 км. Ближайшие населённые пункты — Верхняя Кудома, Житное, Нижняя Кудома.
По данным переписи в 2002 году постоянного населения не было.